# Session Initiation Protocol
Het Session Initiation Protocol (SIP) is een protocol om multimediacommunicatie (audio-, video- en andere datacommunicatie) mogelijk te maken en wordt onder meer gebruikt voor Voice over IP (VoIP). Het protocol is qua ambities vergelijkbaar met H.323 waarbij SIP meer uit de Internet/IETF-hoek komt terwijl H.323 meer uit de telefonie/ITU-T-hoek komt. SIP kent overeenkomsten met andere internetprotocollen zoals HTTP en SMTP.
De SIP Working Group wil SIP en zijn extensies verder specificeren om tot vaststelling van de standaard RFC 3261 te komen.
Het SIP-protocol vindt een prominente toepassing binnen de IP Multimedia Subsystem-infrastructuur (IMS). Het betreft de IETF-SIP-standaard met door 3GPP gespecificeerde extensies.